# Награда Константин Обрадовић
Награда «Константин Обрадовић» је награда за унапређење културе људских права.

## Добитници награда
- 2000. година – Предраг Кораксић, карикатуриста из Београда
- 2001. година – Светлана Лукић и Светлана Вуковић, новинарке радио станице Б92 из Београда
- 2002. година – др Миливој Деспот, стручњак за хуманитарно право и бивши судија Врховног војног суда Југославије
- 2003. година – др Гордана Матковић, Министар за социјална питања у Влади Републике Србије до децембра 2003. године
- 2004. година – Десимир Тошић
- 2005. година – др Иван Чоловић
- 2006. година – Мирослав Самарџић и Жене у црном
- 2007. година – мр Мирко Ђорђевић и др Петар Теофиловић
- 2008. година – Небојша Попов
- 2009. година – Мирјана Карановић
- 2010. година – Др Милорад Пуповац
- 2011. година – Ласло Вегел
- 2013. година - др Жарко Кораћ
- 2015. година - Родољуб Шабић